# Кусинський район
Кусинський район — муніципальне утворення в Челябінській області  Російської Федерації.
Адміністративний центр — місто Куса.

## Географія
Район розташований в Європі біля самого кордону з Азією, в північній частині Південного Уралу.

## Історія
Кусинський район район утворений в 1940 році.
Центр району — селище Кусинського заводу засноване в 1778 році (місто Куса з 8 січня 1943 року).

## Економіка
- ТОВ «Кусинський ливарно-машинобудівний завод» (КЛМЗ);
- ТОВ «ЧелПром-Даймонд»;
- ТОВ «Метагломерат»;
- ЗАТ «Уралбудщебень»
- ТОВ «Ведмедівський мармуровий кар'єр»;
- ФГУП «Петропавлівський спиртзавод»;
- ТОВ «Прилад»;
- ТОВ «Імпульс»;
- ТОВ «Черметінвест»;

Запаси мінерально-будівельної сировини на території Кусинського району представлені родовищами корисних копалин: залізна руда, будівельний камінь, сідеріти, барити, вапняк, глина цегляна, торф. Сировина розведених родовищ будівельного каменю придатне для виробництва щебеню, бетонів, щебеню для будівництва залізничних колій та шосейних шляхів.
Структура промислового виробництва:
- Обробні виробництва — 79,5 %
- Видобуток корисних копалин — 15,1 %
- Виробництво та розподілення теплоенергії, електроенергії, газу, води — 5,4 %